# Шави Пасквал
Шавијер Пасквал Вивес (кат. Xavier Pascual i Vives; Лоспиталет де Љобрегат, 9. септембар 1972) шпански је кошаркашки тренер каталонског порекла. Тренутно се налази на клупи Зенита из Санкт Петербурга.
У Барселони се најдуже задржао као тренер и с њом остварио највеће успехе. С каталонским клубом је био првак Евролиге у сезони 2009/10, четири пута првак АЦБ лиге и три пута Купа краља. Од 2016. до 2018. тренирао је Панатинаикос с којим је двапут био првак националног првенства и једанпут купа. Главни је тренер Зенита од 2020.

## Тренерска статистика

### Евролига
| Екипа                 | Година   | ОУ  | П   | И   | П : И (%) | Исход          |
| --------------------- | -------- | --- | --- | --- | --------- | -------------- |
| Барселона             | 2007/08. | 9   | 4   | 5   | 44,4      | Четвртфинале   |
| Барселона             | 2008/09. | 23  | 18  | 5   | 78,3      | Треће место    |
| Барселона             | 2009/10. | 22  | 20  | 2   | 90,9      | Првак Евролиге |
| Барселона             | 2010/11. | 20  | 14  | 6   | 70,0      | Четвртфинале   |
| Барселона             | 2011/12. | 21  | 19  | 2   | 90,5      | Треће место    |
| Барселона             | 2012/13. | 31  | 25  | 6   | 80,6      | Четврто место  |
| Барселона             | 2013/14. | 29  | 23  | 6   | 79,3      | Треће место    |
| Барселона             | 2014/15. | 28  | 21  | 7   | 75,0      | Четвртфинале   |
| Барселона             | 2015/16. | 29  | 16  | 13  | 55,2      | Четвртфинале   |
| Панатинаикос          | 2016/17. | 30  | 19  | 11  | 63,3      | Четвртфинале   |
| Панатинаикос          | 2017/18. | 34  | 20  | 14  | 58,8      | Четвртфинале   |
| Панатинаикос          | 2018/19. | 13  | 6   | 7   | 46,2      | Добио је отказ |
| Зенит Санкт Петербург | 2020/21. | 39  | 22  | 17  | 56,4      | Четвртфинале   |
| Укупно                | Укупно   | 330 | 229 | 101 | 69,4      |                |

## Тренерски успеси

### Клупски
Барселона
- Евролига: 2009/10.
- Првенство Шпаније (4): 2008/09, 2010/11, 2011/12, 2013/14.
- Куп Шпаније (3): 2010, 2011, 2013.
- Суперкуп Шпаније (4): 2009, 2010, 2011, 2015.

Панатинаикос
- Првенство Грчке (2): 2016/17, 2017/18.
- Куп Грчке: 2017.

Зенит Санкт Петербург
- ВТБ јунајтед лига: 2021/22.
- Суперкуп ВТБ јунајтед лиге (2): 2022, 2023.

### Појединачни
- Тренер године Евролиге: 2009/10.